# Manolo Valdés
Manolo Valdés (Valencia, 8 marzo 1942) è un pittore spagnolo residente a New York, che lavora nella pittura, nella scultura e nei media misti. Ha introdotto in Spagna una forma di espressione che combina obblighi politici e sociali con umorismo e ironia.

## Biografia
Manolo Valdés è nato a Valencia l'8 marzo 1942. Entra nella Escuela de Bellas Artes de San Carlos nel 1957, dove studia per due anni. Nel 1964 fonda il gruppo di artisti Equipo Crónica con Joan Toledo e Rafael Solbes nel quale rimane sino alla morte di Solbes nel 1981. Attualmente vive e lavora a New York City con un'ulteriore residenza a The Hamptons e Miami.

## Lo stile
Influenzato da Velázquez, Rembrandt, Rubens, Matisse, Picasso e altri, Valdés crea grandi opere in cui l'illuminazione e i colori esprimono una sensazione di tattilità. Il suo lavoro risulta potente e decorato con simboli dell'arte storica. Valdés crea dipinti, sculture monumentali, incisioni e collage.
Insieme alle opere che ha esposto come parte di Equipo Crónicas, Valdés ha avuto oltre settanta esposizioni tra il 1965 e il 1981, sia individuali che collettive. Il suo lavoro è stato esposto in prestigiose gallerie d'arte e musei, in particolare nel Guggenheim a New York, Opera Gallery New York, l'Hirschhorn a Washington, e numerose capitali d'arte del mondo come Londra, Berlino, Parigi, Milano, Roma, Seul, Istanbul, L'Aia e Monaco ecc.
Valdés ha ricevuto diversi riconoscimenti, tra cui il Lissone e il Biella di Milano nel 1965; la medaglia d'argento alla seconda Biennale Internazionale delle Stampe di Tokyo; un premio dal Bridgestone Art Museum di Lisbona; il Premio Alfons Roig a Valencia; il Premio Nazionale per le Arti Plastiche in Spagna; una medaglia del Festival Internazionale delle Arti Plastiche biennale di Baghdad; e nel 1993 la Medaglia dell'Ordine di Andrés Bello in Venezuela.

## Galleria d'immagini

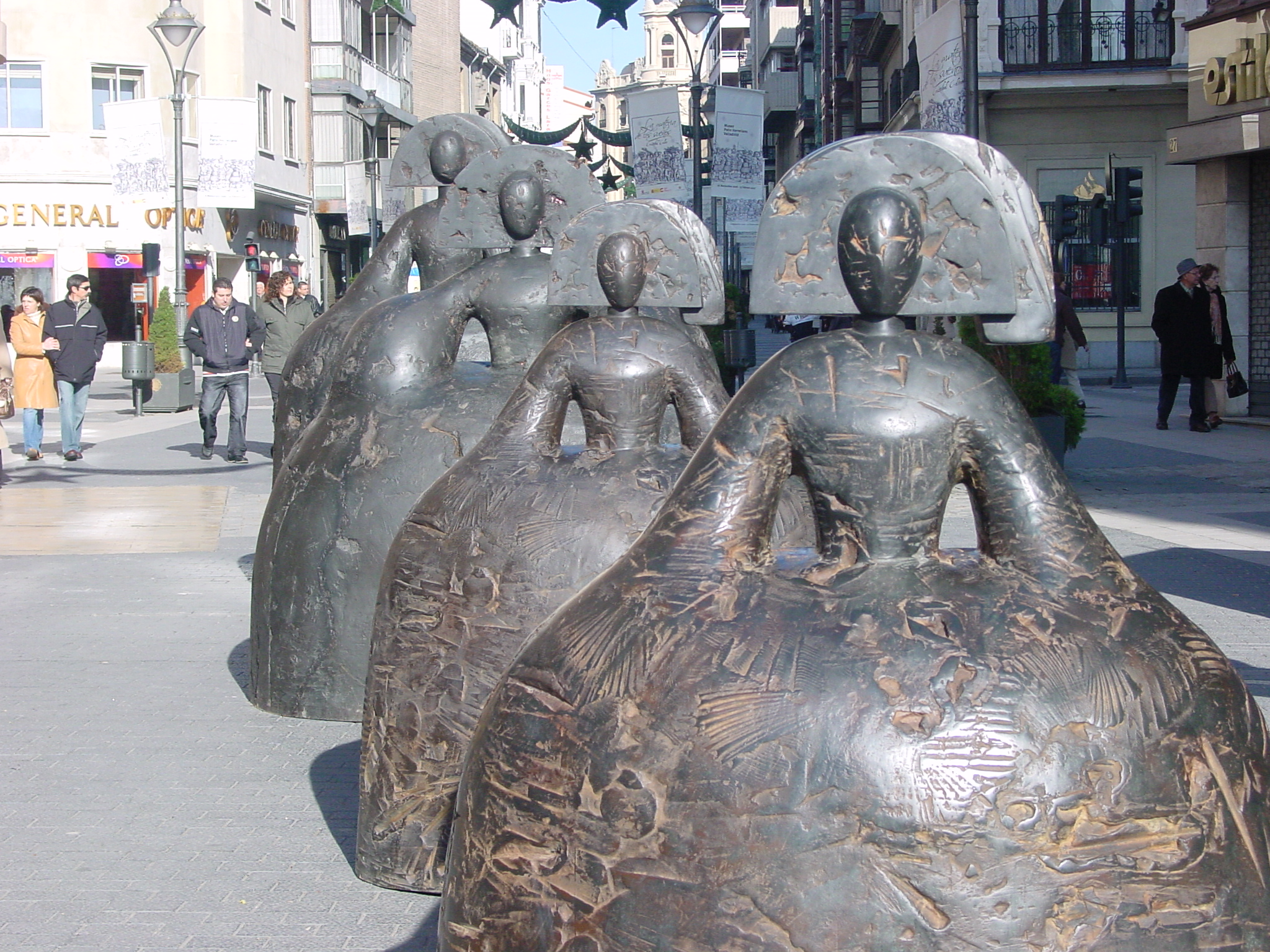
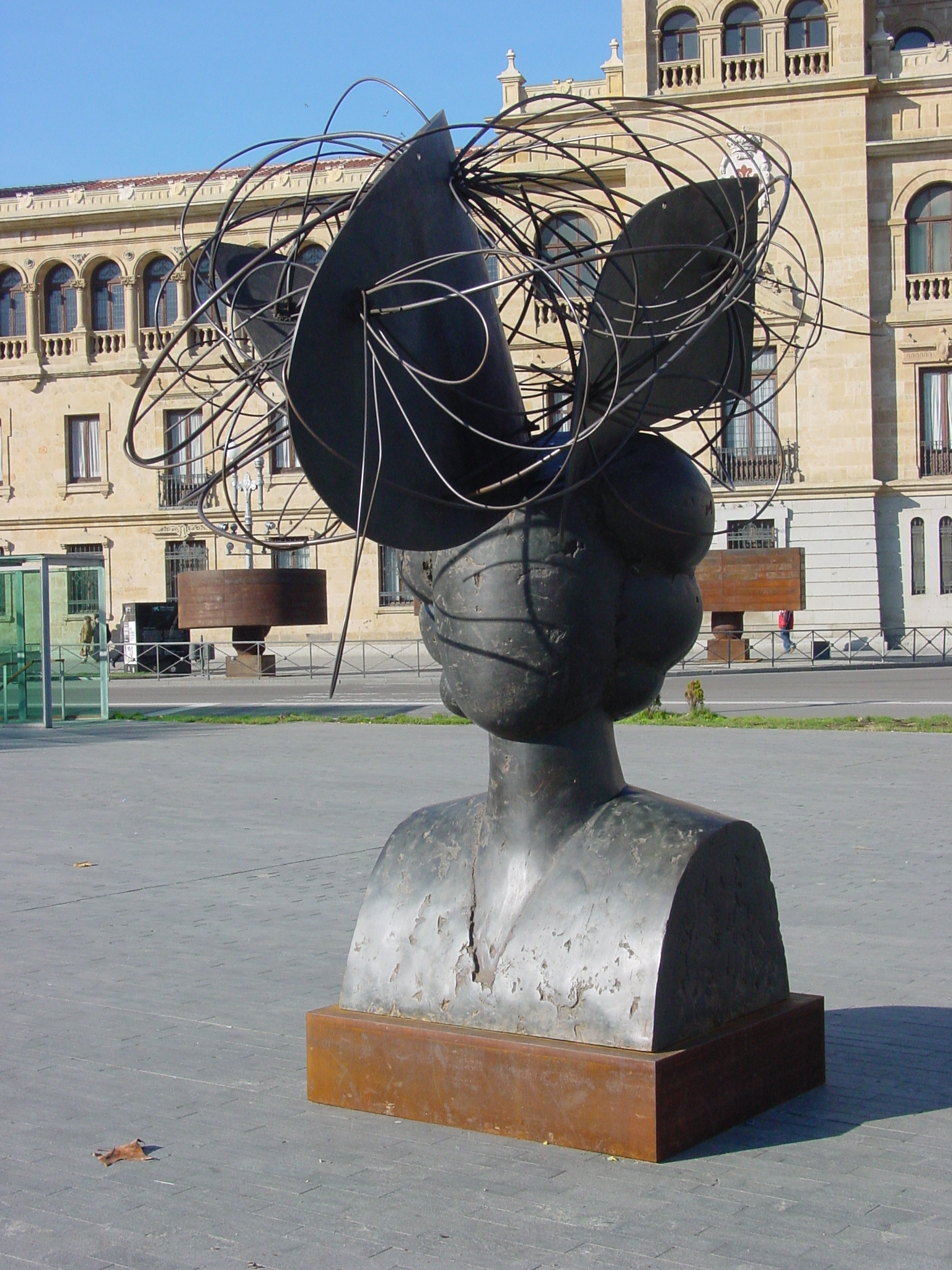
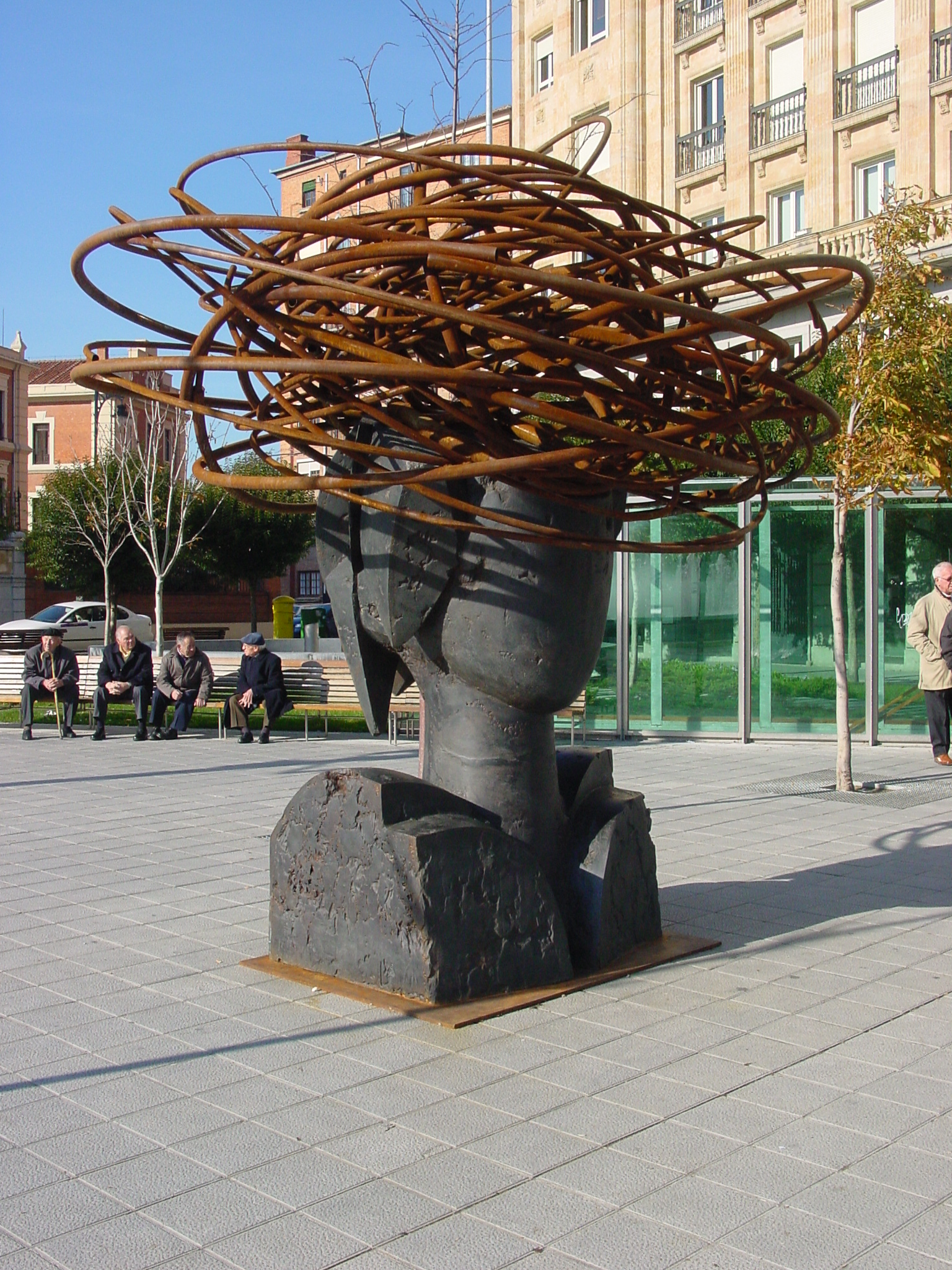
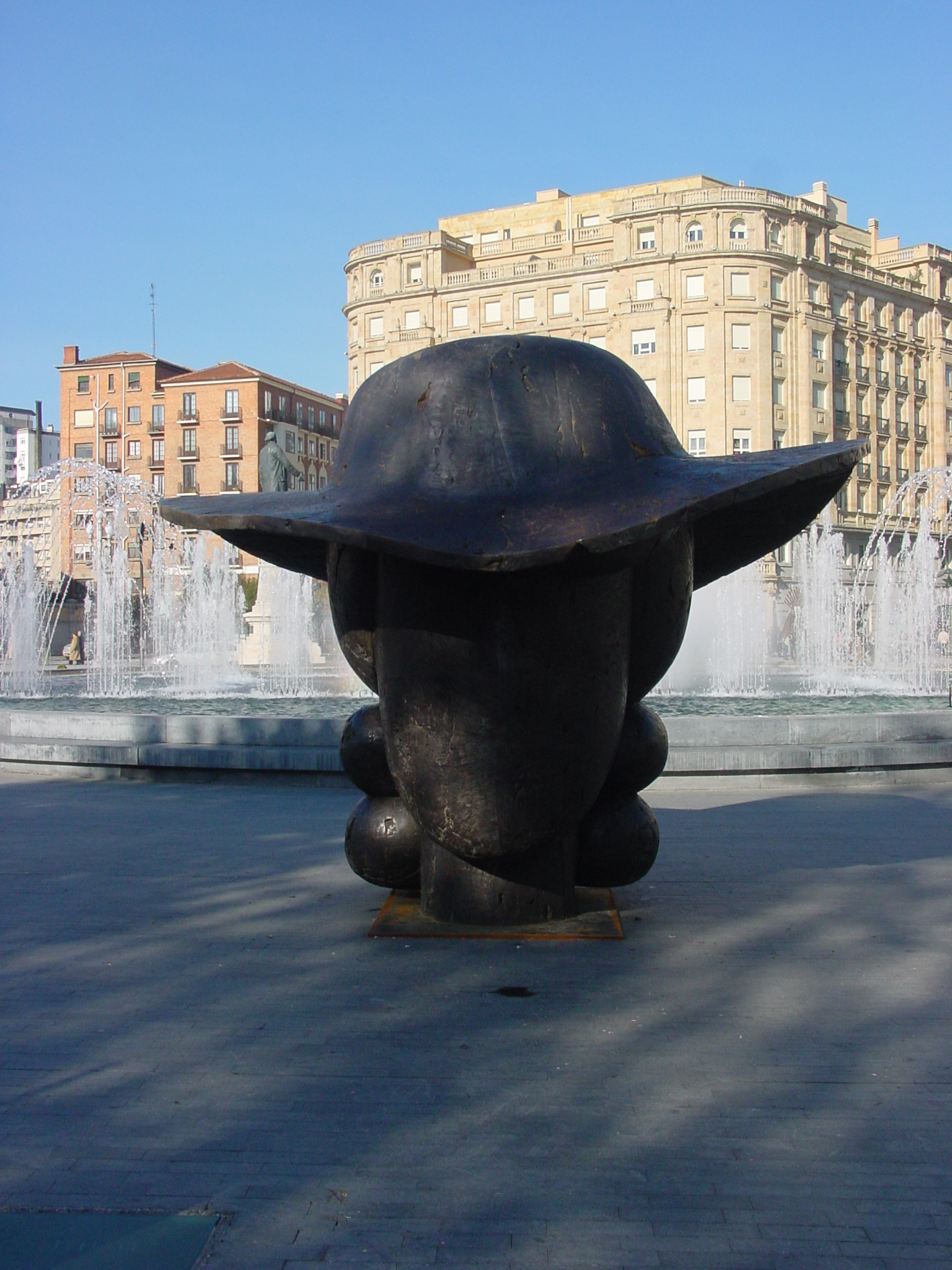
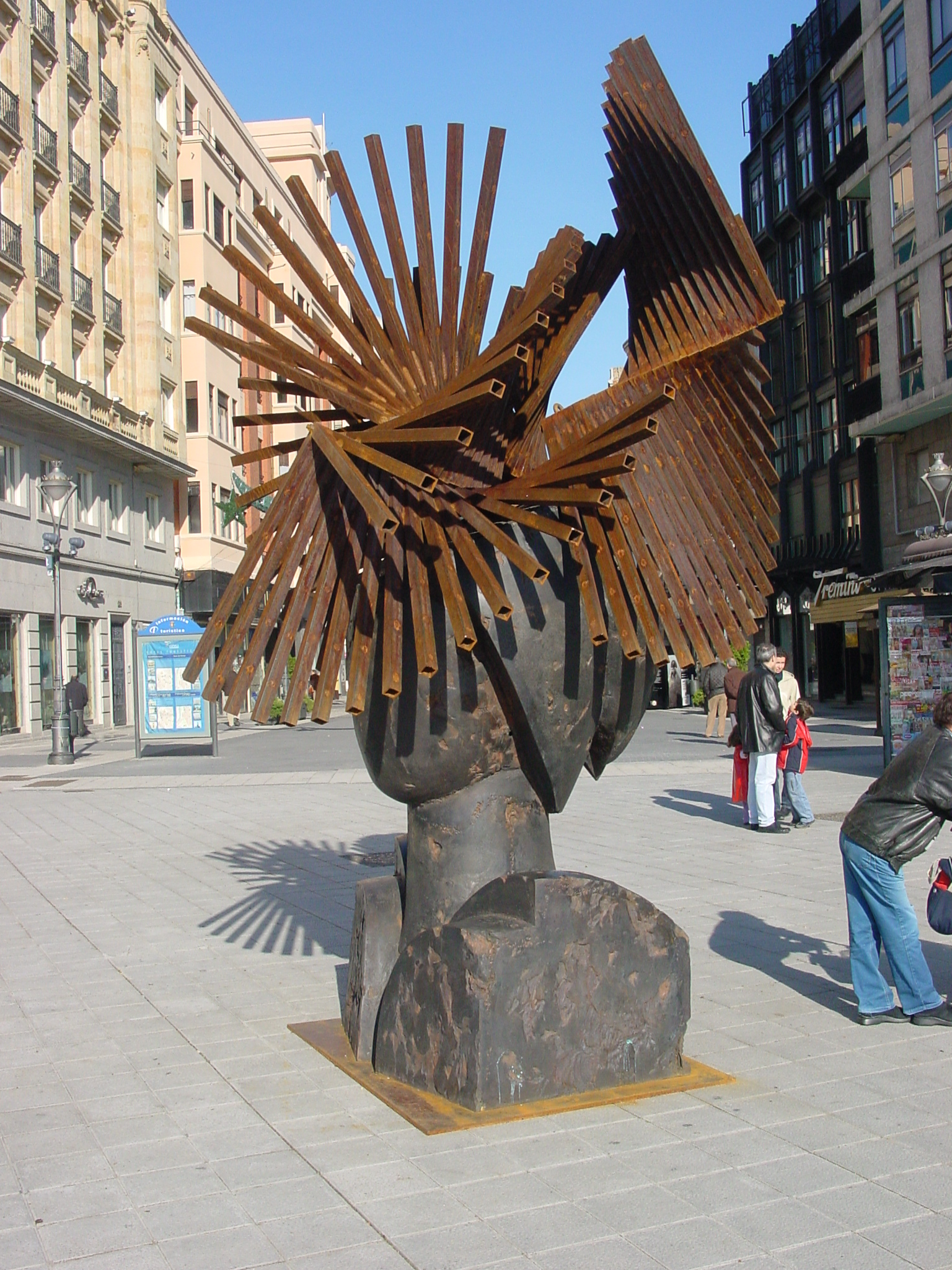
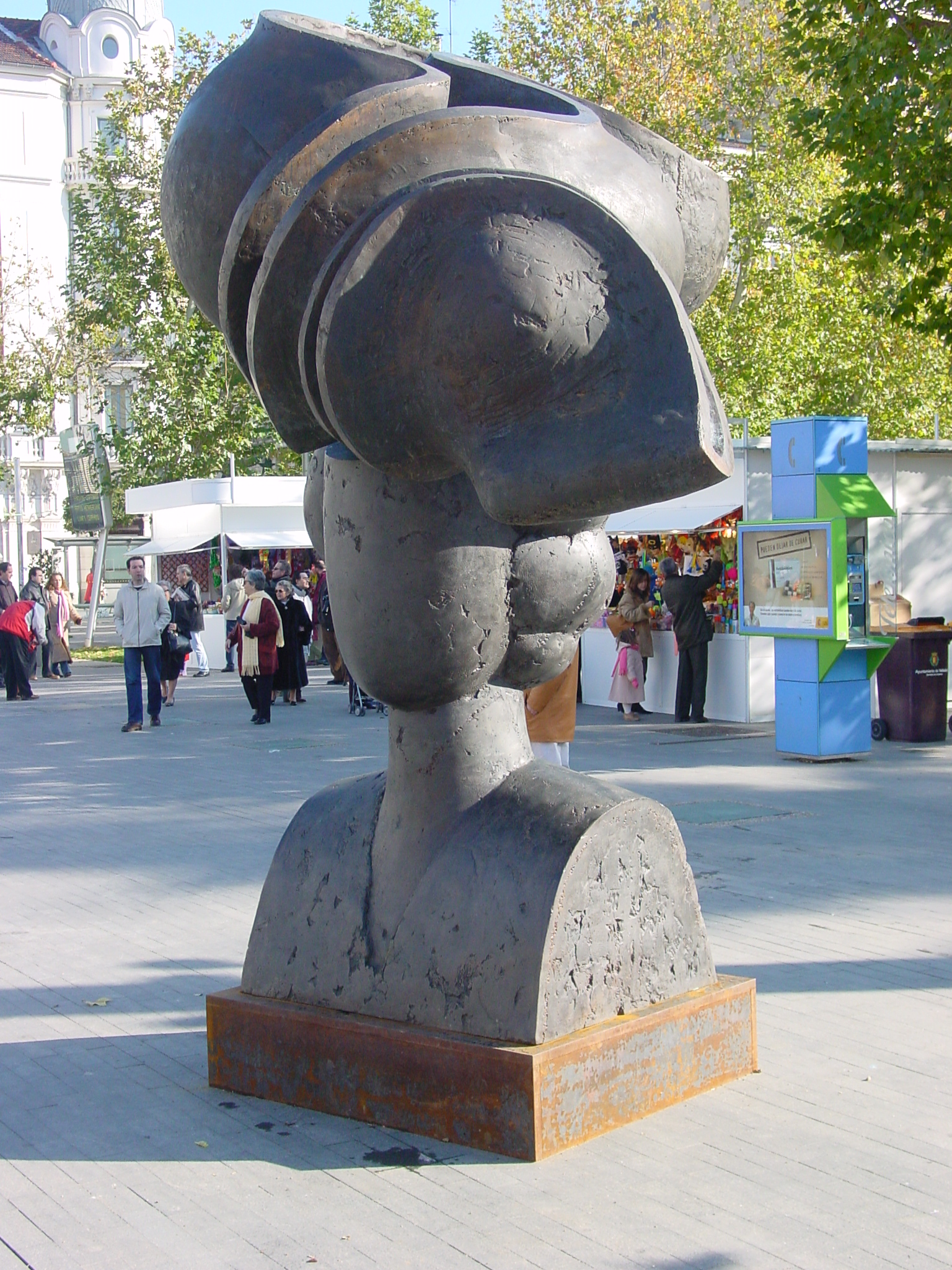
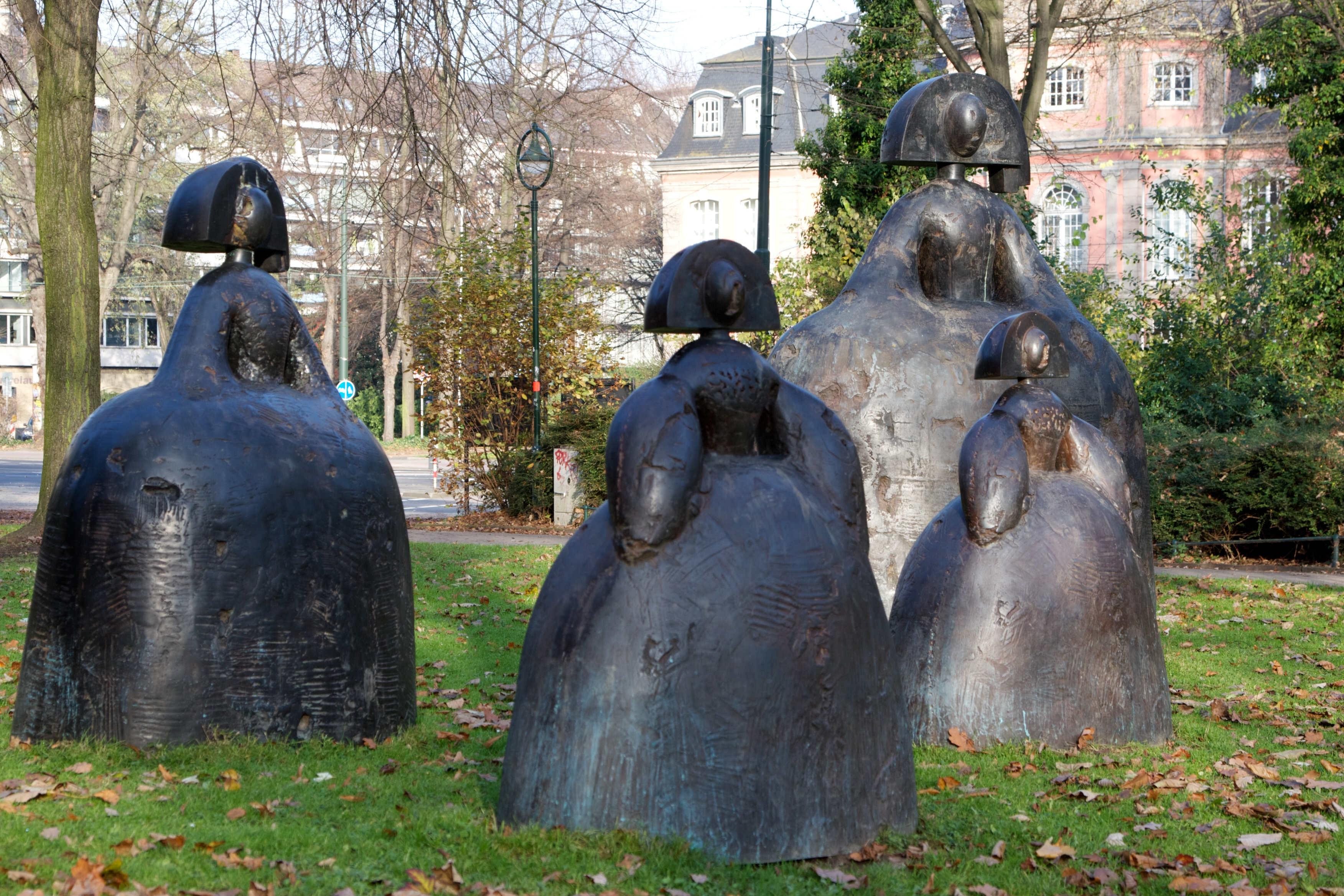
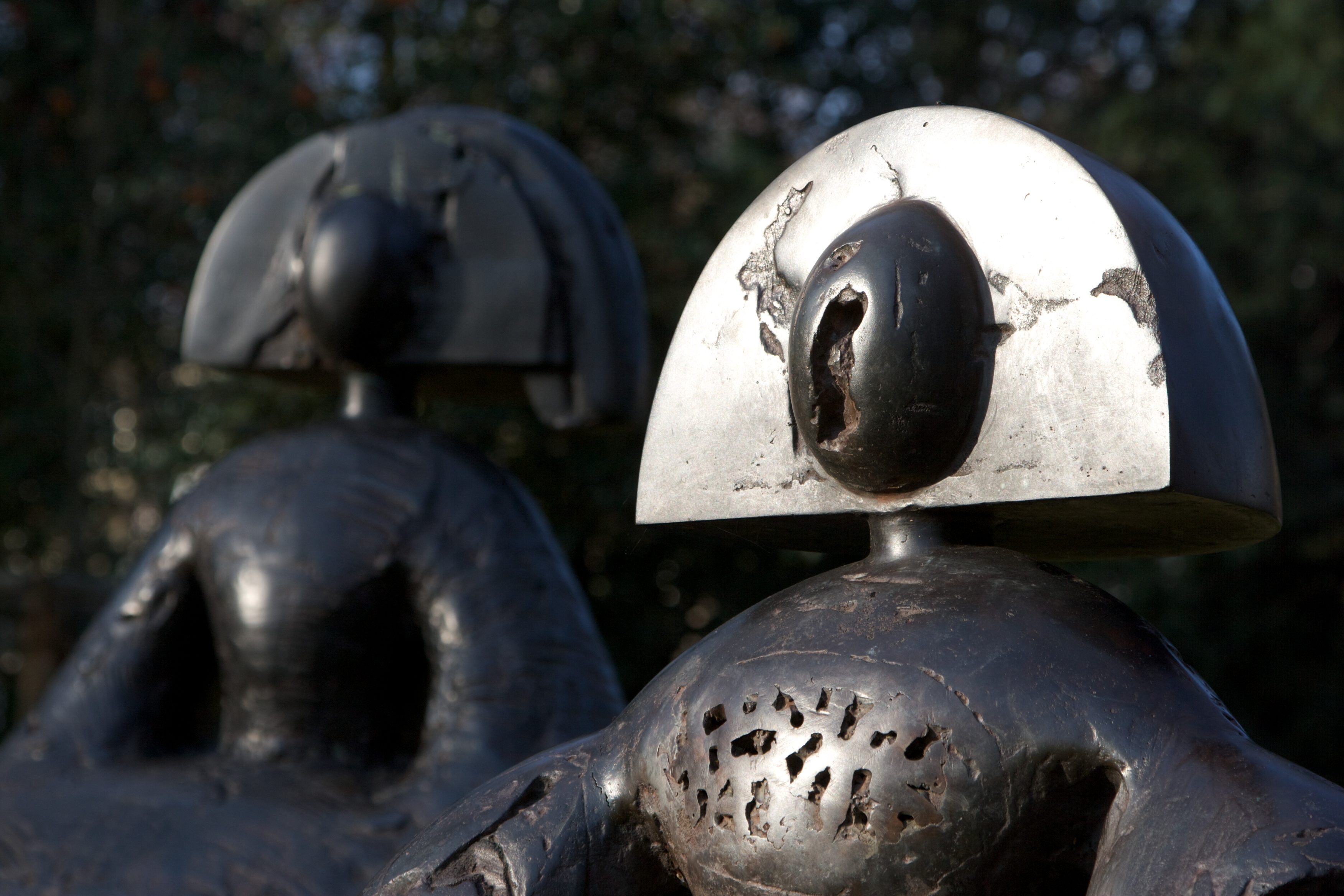
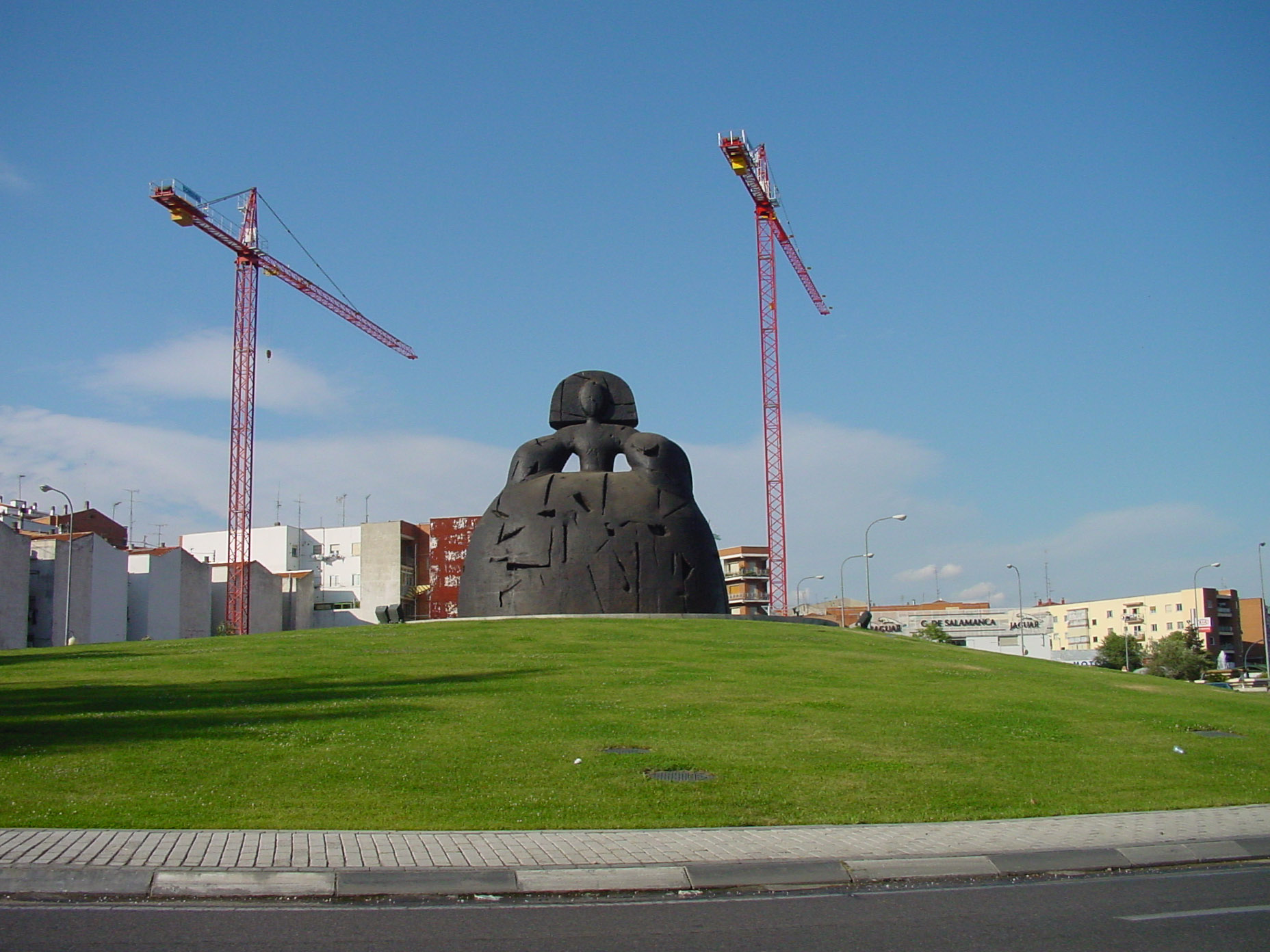
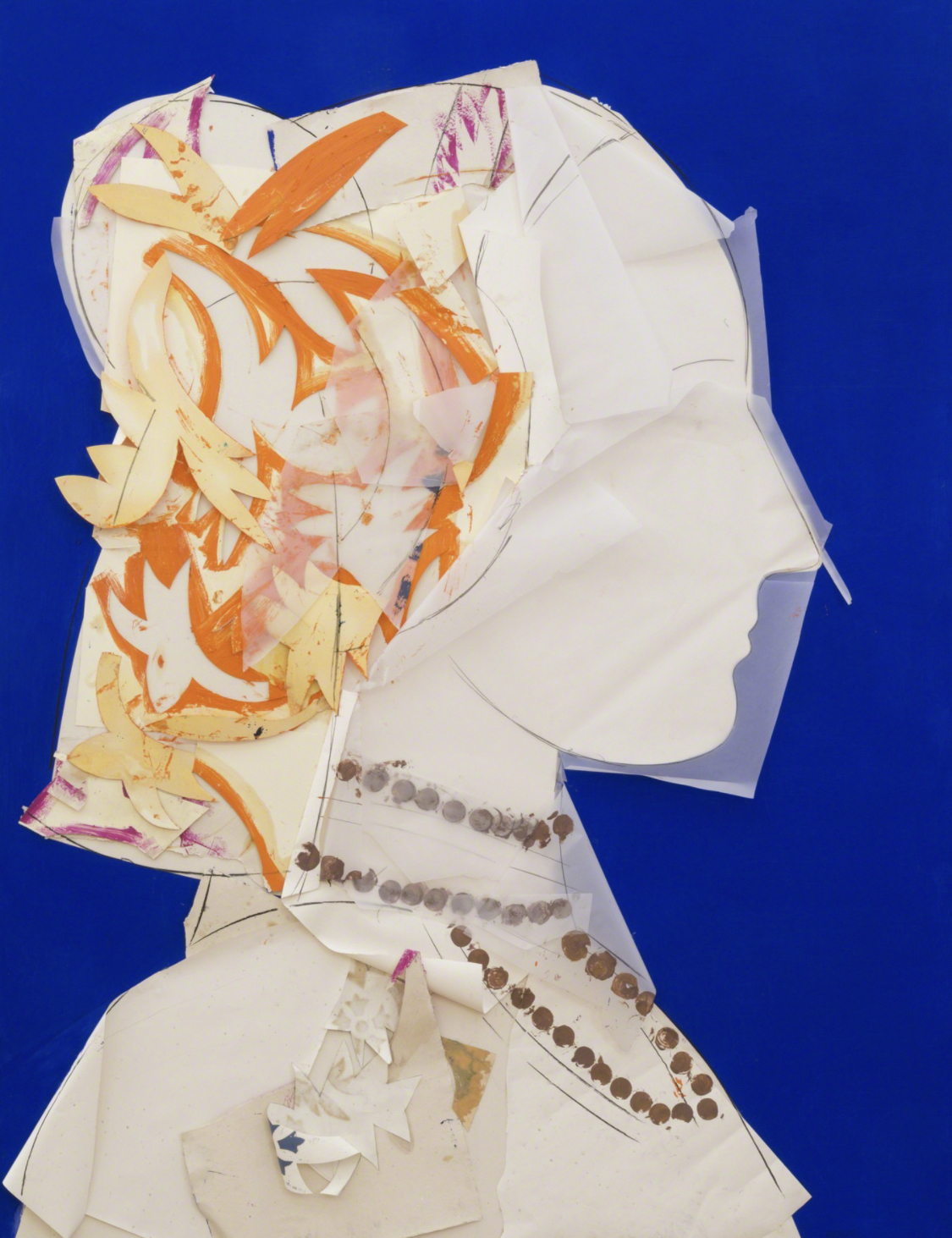